# Ždírnický potok
Ždírnický potok patří mezi nejvýznamnější potoky okresu Ústí nad Labem. Je dlouhý 14,5 km a jeho plocha povodí měří 128,8 km².

## Průběh toku
Pramení jižně od vsi Adolfov nedaleko Rudného vrchu (796 m n. m.) v nadmořské výšce 750 m. Z Krušných hor od úbočí Rudného vrchu stéká tento potok do průmyslového Podkrušnohoří jihovýchodním směrem. Na horním toku se prodírá úzkým řečištěm mezi lesnatými stráněmi, které končí u Žandova, kde zleva přijímá vodu Telnického potoka. Zde se krajina otevírá, místo lesních velikánů se kolem toku objevují vysoké komíny průmyslových podniků. V povodí je však i několik větších vodních ploch. Protéká Žandovem, Chlumcem, Chabařovicemi a ústeckou čtvrtí Předlice. Těsně před Ústím nad Labem ústí zleva na 3,0 říčním kilometru do řeky Bíliny v nadmořské výšce 138 m. Ždírnický potok je jedním z největších potoků Ústecka a též jeden z největších přítoků Bíliny.

## Vodní režim
Průměrný průtok u ústí činí 0,54 m³/s.